# Visa pour l'aventure
Visa pour l'aventure est une série documentaire française de 80 minutes, réalisée par Fred Hissbach, produite par Jara Prod et diffusée à partir du 22 juillet 2012 sur France 5.

## Synopsis
Fred Hissbach et son équipe, partent aux quatre coins du monde à la rencontre des gens vivant dans la nature dans des conditions difficiles.

## Fiche technique
- Affiche : Boris Grinsson (France)

## Épisodes
| Épisode | Titre                       | Première diffusion |
| ------- | --------------------------- | ------------------ |
| 1       | Dans l'enfer du Bengale     | 22 juillet 2012    |
| 2       | Dans la forêt d'émeraude    | 19 août 2012       |
| 3       | Madagascar, l'île continent | 18 août 2013       |
| 4       | Au pays des Mayas           | 27 décembre 2013   |